# Chór Kameralny Uniwersytetu im. Adama Mickiewicza w Poznaniu
Chór Kameralny Uniwersytetu Adama Mickiewicza w Poznaniu – powstał w 1992, od początku jego dyrygentem jest prof. zw. dr hab. Krzysztof Szydzisz. Tworzą go studenci, absolwenci oraz młodzi pracownicy naukowi UAM oraz innych poznańskich uczelni. 

## Charakterystyka
Jednym z głównych celów zespołu jest popularyzacja utworów współczesnych kompozytorów polskich na scenie międzynarodowej. Wprawdzie zespół wykonuje głównie muzykę chóralną a cappella XIX i XX wieku, ale w jego repertuarze znajduje się także muzyka oratoryjna Bacha i operowa Wagnera. 
Chór Kameralny UAM należy do najlepszych chórów w Polsce; zdobył wiele nagród w kraju i na arenie międzynarodowej. Często wyjeżdża na zagraniczne tournée. Śpiewał już m.in. w Austrii, Australii, Argentynie, Boliwii, Bułgarii, Czechach, Ekwadorze, Francji, Grecji, Gruzji, Hiszpanii, Irlandii, Kolumbii, Korei Południowej, na Litwie, na Malcie, w Meksyku, Niemczech, Peru, Słowacji, Stanach Zjednoczonych, Szwecji, Watykanie, Wielkiej Brytanii i we Włoszech.
Współpracował m.in. z Orkiestrą „Sinfonia Varsovia”, VS Manta, Orkiestrą Polskiego Radia „Amadeus” pod dyrekcją Agnieszki Duczmal, Ewą Bem, Stanisławem Soyką, Magdą Umer, Jarosławem Brękiem, Markiem Szurawskim, Krzesimirem Dębskim, Zbigniew Kozub, Markiem Jasińskim, Romualdem Twardowskim, Pawłem Łukaszewskim, Miłosz Bembinow, Bogdanem Hołownia, Waldemarem Malickim, Małgorzatą Walewską.
Występuje podczas ważnych uroczystości uniwersyteckich takich jak: nadanie doktoratów honoris causa, inauguracje roku akademickiego, absolutoria.
Uczestniczył w wielu festiwalach krajowych i zagranicznych m.in.
- III Ogólnopolski Festiwal Piosenki Kabaretowej O.B.O.R.A.[1]
- VII POZNAŃSKIE KOLĘDOWANIE: Bożonarodzeniowy Festiwal Muzyczny[2]
- X Poznański Festiwal Piosenki Słowiańskiej[3]
- Międzynarodowy  Festiwal Chóralny im. M. Kopernika „PER MUSICAM AD ASTRA”[4]
- State Choral Festival w Tbilisi[5]
- Busan Choral Festival and Competition, Korea Południowa

Od 1998 roku jest organizatorem odbywającego się w Poznaniu Międzynarodowego Festiwalu Chórów Uniwersyteckich „Universitas Cantat”.

## Osiągnięcia
Nagrody:
- 1995: II miejsce na Ogólnopolskim Festiwalu Muzyki Religijnej im. ks. Stanisława Ormińskiego w Rumi
- 1996: Grand Prix nieoficjalnego Jury XXVII Ogólnopolskim Turnieju Chórów „Legnica Cantat” 96
- 1996: Nagroda główna Srebrna Lutnia im. Jerzego Libana z Legnicy na XXVII Ogólnopolskim Turnieju Chórów „Legnica Cantat” 96”[7]
- 1996: Nagroda dla najlepszego dyrygenta na XXVII Ogólnopolskim Turnieju Chórów „Legnica Cantat” 96”[8]
- 1997: V miejsce na Międzynarodowym Konkursie Korporacji Radiowych „Let the Peoples Sing”
- 1998: II miejsce w kategorii chórów mieszanych na Międzynarodowym Festiwalu Chóralnym „International Musical Eisteddfod” w Llangollen (Walia, Wielka Brytania)
- 1998: Grand Prix nieoficjalnego Jury XXIX Ogólnopolskim Turnieju Chórów „Legnica Cantat” 98"
- 1998: Nagroda specjalna Dyrektora II Polskiego Radia za szczególne walory brzmieniowe chóru na XXIX Ogólnopolskim Turnieju Chórów „Legnica Cantat” 98"
- 1998: Nagroda główna Złota Lutnia im. Jerzego Libana z Legnicy XXIX Ogólnopolskim Turnieju Chórów „Legnica Cantat” 98"[9] i Puchar Prezydenta RP
- 1999: Nagroda dla najlepszego dyrygenta na XXXIV Międzynarodowym Festiwalu Pieśni Chóralnej w Międzyzdrojach[10]
- 1999: I miejsce w konkursie „Współczesna Muzyka Chóralna” na XXXIV Międzynarodowym Festiwalu Pieśni Chóralnej w Międzyzdrojach
- 1999: Nagroda za najlepsze wykonanie utworu religijnego współczesnego kompozytora na VIII Międzynarodowym Festiwalu Chórów Studenckich w Bańskiej Bystrzycy (Słowacja)
- 1999: Grand Prix na VIII Międzynarodowym Festiwalu Chórów Studenckich w Bańskiej Bystrzycy (Słowacja)
- 1999: I miejsce w tzw. „złotym paśmie” na VIII Międzynarodowym Festiwalu Chórów Studenckich w Bańskiej Bystrzycy (Słowacja)
- 2000: II nagroda na XII Międzynarodowym Festiwalu Chóralnym na Malcie
- 2000: I nagroda w kategorii chórów studenckich XXXI Ogólnopolskim Turnieju Chórów „Legnica Cantat” 2000"
- 2001: II nagroda w kategorii chórów mieszanych na Międzynarodowym Konkursie Chóralnym im. Franza Schuberta (International Schubert Choir Competition) w Wiedniu
- 2005: GRAND PRIX podczas VIII Międzynarodowych Recitali Chóralnych HORA CANTAVI' 2005 w Suwałkach
- 2007: I miejsce i złoty medal w Busan Choral Festival and Competition, Korea Południowa nagroda dla najlepszego dyrygenta i za najlepszą interpretację utworu obowiązkowego[10]
- 2009: II miejsce w Międzynarodowym Konkursie Chóralnym Europejskiej Unii Radiowej – Let the Peoples Sing – Oslo 2009[11][12]
- 2012: II miejsce w Międzynarodowym Festiwalu Chóralnym (Balkan Folk Fest) w Kiten, Bułgaria

## Nagrania

### Chór dotychczas wydał płyty
- 1999: oratorium pastoralne
- 2003: Tobie i sobie śpiewam...
- 2005: Piosenki Starszych Panów: Piosenka jest dobra na wszystko
- 2007: Florilegium - Płyta Jubileuszowa na 15-lecie działalności Chóru
- 2017: Tworzeni dźwiękiem - Płyta Jubileuszowa na 25-lecie działalności Chóru
- 2022: Muzografia - Płyta Jubileuszowa na 30-lecie działalności Chóru

### Płyty nagrane z udziałem Chóru Kameralnego UAM
- 1998: Koncerty Finałowe Festiwalu Chórów Uniwersyteckich „Universitas Cantat 1998”
- 2000: Koncert Finałowy III Międzynarodowego Festiwalu Chórów Uniwersyteckich „Universitas Cantat 2000”
- 2001: Koncert Finałowy IV Międzynarodowego Festiwalu Chórów Uniwersyteckich „Universitas Cantat 2001”
- 2002: Koncert Finałowy V Międzynarodowego Festiwalu Chórów Uniwersyteckich „Universitas Cantat 2002”
- 2003: Koncert Finałowy VI Międzynarodowego Festiwalu Chórów Uniwersyteckich „Universitas Cantat 2003”
- 2005: Koncert Finałowy VII Międzynarodowego Festiwalu Chórów Uniwersyteckich „Universitas Cantat 2005”
- 2006: VI Międzynarodowy Festiwal Muzyki Renesansu i Baroku Amerykańskiego „MISIONES DE CHIQUITOS”
- 2007: Koncert Finałowy VIII Międzynarodowego Festiwalu Chórów Uniwersyteckich „Universitas Cantat 2007”
- 2009: Kantata „Radość miłosierdzia” Jana Kantego Pawluśkiewicza
- 2009: Cantat Superstars[13]
- 2011: Kolędy (książka + CD) w opracowaniu muzycznym Zbigniewa Kozuba
- 2011: Universitas Cantat 1998–2011, koncerty finałowe Międzynarodowego Festiwalu Chórów Uniwersyteckich „Universitas Cantat”, edycja jubileuszowa
- 2013: Koncert Finałowy XI Międzynarodowego Festiwalu Chórów Uniwersyteckich „Universitas Cantat 2013”
- 2014: Jan Kanty Pawluśkiewicz Antologia vol. 4 - Radość Miłosierdzia
- 2014: „The Spirit of Tango”, Martin Palmeri, Pory Roku, Misa de Buenos Aires (Misatango), Orkiestra Kameralna Polskiego Radia „Amadeus” pod dyr. Agnieszki Duczmal, Małgorzata Walewska – mezzosopran, Martin Palmeri – fortepian, Mario Stefano Petrodarchi – bandoneon, Chór Kameralny UAM
- 2015: Koncert Finałowy XII Międzynarodowego Festiwalu Chórów Uniwersyteckich „Universitas Cantat 2015”
- 2017: Koncert Finałowy XIII Międzynarodowego Festiwalu Chórów Uniwersyteckich „Universitas Cantat 2017”
- 2019: Koncert Finałowy XIV Międzynarodowego Festiwalu Chórów Uniwersyteckich „Universitas Cantat 2019”
- 2022: Koncert Finałowy XV Międzynarodowego Festiwalu Chórów Uniwersyteckich „Universitas Cantat 2022”